# Ward Islands (öar)
Ward Islands är öar i Australien. De ligger i delstaten South Australia, omkring 420 kilometer väster om delstatshuvudstaden Adelaide.
Genomsnittlig årsnederbörd är 495 millimeter. Den regnigaste månaden är juni, med i genomsnitt 98 mm nederbörd, och den torraste är oktober, med 9 mm nederbörd.